# Селивановка (Одесская область)
Селивановка (укр. Селиванівка) — село, относится к Ананьевскому району Одесской области Украины.
Население по переписи 2001 года составляло 222 человека. Почтовый индекс — 66421. Телефонный код — 4863. Занимает площадь 2,93 км². Код КОАТУУ — 5120280402.

## Местный совет
66421, Одесская обл., Ананьевский р-н, с. Ананьев